# Cercidospora
Cercidospora Körb. (cercidospora) – rodzaj grzybów z typu workowców (Ascomycota).

## Charakterystyka
Występują na półkuli północnej (szczególnie w Europie, Ameryce Północnej, Afryce Północnej i Azji), ale znane są również z Ameryki Południowej. Są to głównie grzyby naporostowe zlichenizowane lub niezlichenizowane, rzadziej występują na glonach glebowych.
Owocniki typu perytecjum lub pseudotecjum, zewnętrznie czarne, gładkie, z ostiolami, zanurzone w plesze lub apotecjach gospodarza. Ściana owocników zwykle intensywnie pigmentowana w pobliżu ostioli, pigment bezpostaciowy i zmieniający się od niebieskozielonego do fioletowobrązowego lub czarnego. Część podstawna zazwyczaj bezbarwna, ale u niektórych gatunków nieco pigmentowana. Ściana utworzona przez cienkie strzępki, z bardzo zredukowanymi komórkami nie tworzącymi wyraźnie struktury plektenchymatycznej, raczej textura intricata; pomiędzy owocnikami grzyba a plechą żywiciela często można zaobserwować bezbarwną warstwę utworzoną przez komórki o zredukowanym świetle. Hamatecjum utworzone przez septowane, proste lub słabo zespolone parafyzoidy, których liczebność jest zmienna w różnych gatunkach. Worki zwykle cylindryczne lub cylindryczno- maczugowate, z aparatem apikalnym lekko pogrubionym na szczycie worka, z małą komorą wierzchołkową, 2-8-zarodnikowe, nieamyloidalne, tylko lekko dekstrynoidalne w osoczu młodych worków. Askospory bezbarwne, rzadko niepodzielone, u większości gatunków z jedną lub wieloma poprzecznymi przegrodami, owalne, elipsoidalne lub wrzecionowate, heteropolarne lub nie, z wyraźnym, cienką, galaretowatą perisporą, szczególnie widoczną w młodych askosporach. Konidiomy typu pyknidium, kuliste, konidia bezbarwne, proste, pałeczkowate.

## Systematyka i nazewnictwo
Pozycja w klasyfikacji według Index Fungorum: Incertae sedis, Incertae sedis, Incertae sedis, Incertae sedis, Pezizomycotina, Ascomycota, Fungi.
Takson o bliżej nieokreślonej systematyce. Utworzył go w 1865 r. Gustav Wilhelm Körber. Synonimy:
- Neonorrlinia Syd. 1923
- Norrlinia Vain. 1921
- Pleosphaeropsis Vain. 1921
- Prolisea Clem., in Clements & Shear 1931
- 'Vainiona Werner 1943

Nazwa polska według W. Fałtynowicza.
Gatunki występujące w Polsce:
- Cercidospora epipolytropa (Mudd) Arnold 1874 – cercidospora złudna
- Cercidospora macrospora (Uloth) Hafellner & Nav.-Ros. 2004 – cercidospora misecznicowa

Nazwy naukowe na podstawie Index Fungorum. Wykaz gatunków i nazwy polskie według W. Fałtynowicza.